# Йозеф Прибилинець
Йозеф Прибилинець (словацьк. Jozef Pribilinec) — відомий чехословацький та словацький спортсмен-легкоатлет зі спортивної ходьби.

## Життя та кар'єра
Народився майбутній олімпійський чемпіон в місті Коперніца 6 липня 1960 року. До сімнадцятирічного віку хлопець не займався спортом професійно. Проте, 1977 року він спочатку починає займатися на лижах, а потім зацікавився спортивною ходьбою в клубі Дукла Банска-Бистрица і, вже через півтора року, навчання став наймолодшим спортсменом, що в цьому виді змагань встановив світовий рекорд на відстані 10 км. 1979 року Йозеф стає наймолодшим чемпіоном Європи.
В 20-річному віці Прибилинець їде на Олімпіаду до Москви, де показав двадцятий результат. У 1982 році бере участь в Чемпіонаті Європи в грецьких Афінах де завойовує срібну медаль. Наступного року, вже на Чемпіонаті світу у фінській столиці Гельсінки, він знову посідає друге місце і кількома місяцями пізніже, в Бергені, встановлює світовий рекод проходження дистанції з часом 1:19:30, що протримався три роки.
1984 року чинний чемпіон світу не зміг поїхати на Олімпіаду, оскільки збірна комуністичної Чехословаччини бойкотувала проведення ігор в США.
1987 року Йозеф Прибилинець завойовує золото на чемпіонаті Європи та срібло на Чемпіонаті світу.
1988 року їде на другу в своєму житті Олімпіаду, що проходила в Сеулі та, нарешті, здобуває олімпійське золото. Найближчий суперник — німець Рональд Вайгель — програє словаку лише три секунди. Окрім того, Йозеф встановлює новий олімпійський рекорд, що протримався дванадцять років.
Окрім здобутків за кордоном, в Чехословаччині, за свою спортивну кар'єру, Прибилинець тричі перемагає на чемпіонаті республіки в спортивній ходьбі на 20 км та двічі — на дистанції 5 км.
Після олімпійського тріумфу в Кореї, він поступово відходить від спорту. Востаннє брав участь в спортивних змаганнях на Чемпіонаті світу 1993 року в складі національної збірної вже незалежної Словаччини, де посів 17 місце. Після цього він балотується в депутати та деякий час працює в Міністерстві внутрішніх справ.
На сьогоднішній день Йозеф Прибилинець займається бізнесом в галузі спорту.
Серед проведеного в Словаччині опитування, в рейтинзі найвидатніших спортсменів цієї країни посів 8 місце.

## Використані джерела
- Йозеф Прибилинець — профіль на сайті Світової легкої атлетики (англ.)
- http://archiv.extraplus.sk/457/30-otazok-pre-jozefa-pribilinca [Архівовано 31 травня 2016 у Wayback Machine.]
- http://sport.pravda.sk/ostatne-sporty/clanok/293775-pred-25-rokmi-ziskal-jozef-pribilinec-v-soule-olympijske-zlato/ [Архівовано 16 червня 2016 у Wayback Machine.]